# Port de Manille
Le port de Manille est un ensemble d'installations portuaires assurant les services de transport maritime pour la région du Grand Manille, aux Philippines. 
En 2016, le port s'est classé 32e des plus grands ports à conteneur du monde, avec un transit de 4 523 339 EVP. Il est moins bien classé pour les flux totaux, où il n'occupe que la 94e place, avec un transit de 46,148 millions de tonnes de marchandises.

## Histoire
Le commerce dans la baie de Manille remonte au moins du 9e au 12e siècle, lorsque Manille faisait du commerce avec les pays voisins, dont la Chine et le Japon, avec des liens avec l'Inde au travers de régions qui sont maintenant la Malaisie et l'Indonésie. Pendant l'ère coloniale espagnole, Manille commerçait alors avec la Chine et d'autres pays d'Asie du Sud-Est, avec le Mexique, avec les pays arabes et directement avec l'Espagne. De la fin du commerce du galion, en passant par l'ère coloniale américaine et l'indépendance des Philippines, et jusqu'à aujourd'hui, le port de Manille a été le principal port des Philippines pour le commerce intérieur et international.

## Installations et accès
Le port est divisé en trois zones principales. 
- Le South Harbor se trouve sur la rive gauche du fleuve Pasig, et accueille porte-conteneurs et ferrys.

- Le North Harbor est sur la rive droite du Pasig, est le principal port de transit passager des Philippines.

- L'International Container Terminal se trouve sur la rive droite, entre les South Harbor et North Harbor, et est le plus grand terminal à conteneurs du pays. Il a été, entre 1998 et 2003, relié au réseau ferré de la PNR et permettait le mouvement de conteneurs jusqu'au Laguna Gateway Inland Container Terminal, situé à Calamba[3].

Situé au cœur de Metro Manila, l'afflux des camions qui s'y rend est une source d'embouteillage importante. Afin d'y remédier, une voie express surélevée est mise en chantier entre le North Harbor et la principale autoroute du nord de Luzon, la North Luzon Expressway (NLEX). Le NLEX Harbor Link doit être inauguré en 2020.
Pour faciliter l'accessibilité aux passagers, la ligne LRT2 du métro de Manille doit être prolongée jusqu'au North Harbor.
Enfin, un pont reliant le South Harbor à l'International Container Terminal doit aussi être mis en chantier afin de soulager le Manuel A. Roxas Memorial Bridge (R10).